# 辻義夫
辻　義夫（つじ　よしお）は、日本の教育者、中学受験情報局 主任相談員である。

## 人物
中学受験理科のスペシャリスト。その指導は「知らない間に理科が得意になる」「いつの間にか理科が大好きになっている」というもので「わくわく系中学受験」と評されるほど。2012年より活動の拠点を東京に移し、執筆・講演活動なども行っている。
著書に『頭がよくなる　謎解き理科ドリル』（かんき出版）『中学受験　理科のツボ』（青春出版社）『中学受験　すらすら解ける魔法ワザ　理科・計算問題』（実務教育出版）などがある。西村則康、小川大介、前田昌宏とともに、かしこい塾の使い方を創設し、現在主任相談員を務めている。
マイナビ家庭教師にて「辻・アインシュタイン・ホメ夫」として教育ニュースのコラムを連載中。辻・アインシュタイン・ホメ夫として、コスモプラネタリウム渋谷にて、『中学受験で遊ぼう！～辻アインシュタインホメ夫のわくわく系理科実験～』を開催。

## 著書
- SS-1メソッドで理科の点数を一気に上げる（2010年4月、ごま書房新社、ISBN 978-4341131944）
- ２０１３年度版　SS‐1メソッドで理科の点数を一気に上げる! （2012年2月、ごま書房新社、ISBN 978-4341132118）
- <最新版>SS-1メソッドで理科の点数を一気に上げる! （2013年2月、ごま書房新社、ISBN 978-4341132224）
- 中学受験 見るだけでわかる理科のツボ（2017年12月、かんき出版、ISBN 978-4761273064）
- 楽しくおぼえてアタマに残る 謎解き 理科用語（2017年12月、かんき出版、ISBN 978-4761273064）

### 共編著、監修
- 中学受験 すらすら解ける魔法ワザ 理科・計算問題（辻義夫 著 西村則康 監修）（2017年8月、実務教育出版、ISBN 978-4788913332）
- いちばん得する中学受験（西村則康との共著）（2018年3月、すばる舎、ISBN 978-4799106747）
- 中学受験 すらすら解ける魔法ワザ 理科・知識思考問題（辻義夫 著 西村則康 監修）（2018年8月、実務教育出版、ISBN 978-4788919501）
- つまずきやすいところが絶対つまずかない! 小学校6年間の図形の教え方（西村則康との共著）（2019年5月、すばる舎、ISBN 978-4799108116）
- 中学受験 すらすら解ける魔法ワザ 理科・表とグラフ問題（辻義夫 著 西村則康 監修）（2019年7月、実務教育出版、ISBN 978-4788919600）
- 中学受験 すらすら解ける魔法ワザ 理科・合否を分ける40問と超要点整理（辻義夫 著 西村則康 監修）（2020年7月、実務教育出版、ISBN 978-4788919648）

### Kindle版書籍
- 頭がよくなる 謎解き 理科ドリル kindle版（2017年9月、青春出版社、ASIN B075F5QTBH）

## イベント
『中学受験で遊ぼう！～辻アインシュタインホメ夫のわくわく系理科実験～』(2020年10月27日28日）
『中学受験で遊ぼう！～辻アインシュタインホメ夫のわくわく系理科実験～』(2021年8月25日26日）

## テレビ番組
- キッズナビゲーション（2010年5月26日、テレビ神奈川）
- バイキング（2014年8月28日、2015年3月5日、フジテレビ）